# Thor Sigurjonsson
Thor Sigurjonsson (auch Þórir Snær Sigurjónsson; geboren 1973 in Island) ist ein isländischer Filmproduzent.
Thor Sigurjonsson wuchs in Los Angeles auf und studierte an der Universität Island Literatur. 1995 gründete er gemeinsam mit Skuli Fr. Malmquist Zik Zak Filmworks. Seit der Jahrtausendwende war er als Produzent an mehr als 30 Filmprojekten beteiligt.
Er lebt in Kopenhagen und Reykjavík.

## Oscarnominierung
Gemeinsam mit Rúnar Rúnarsson wurde Thor bei der Oscarverleihung 2006 mit dem Film Síðasti bærinn in der Kategorie Bester Kurzfilm (Live Action) für einen Oscar nominiert.

## Filmographie (Auswahl)
- 1999: Fiasko
- 2003: Nói Albínói
- 2004: Niceland (Population. 1.000.002) (Næsland)
- 2004: Síðasti bærinn (Kurzfilm)
- 2006: The Boss of It All (Direktøren for det hele)
- 2008: Smáfuglar
- 2009: Ein gutes Herz (The Good Heart)
- 2012: Black’s Game – Kaltes Land (Svartur á leik)
- 2014: Paris des Nordens (París Norðursins)
- 2015: Z for Zachariah – Das letzte Kapitel der Menschheit (Z for Zachariah)
- 2020: Last and First Men – Die letzten und die ersten Menschen (Last and First Men)